# Liste der Nummer-eins-Hits in Polen (2018)
Dies ist eine Liste der Nummer-eins-Hits in Polen im Jahr 2018. Sie basiert auf den offiziellen Airplay Top 100 und den Album Top 50, die im Auftrag des polnischen Związek Producentów Audio-Video erstellt werden.

## Singles
| ← 2017 ← | Liste der Nummer-eins-Hits in Polen | Liste der Nummer-eins-Hits in Polen | Liste der Nummer-eins-Hits in Polen | 2019 → |
| \| Zeitraum \| Wo. ges. \| Interpret \| Titel Autor(en) \| Zusätzliche Informationen \| \| (Zeitraum, Wochen auf Platz eins, Interpret, Titel, Autor[en], zusätzliche Informationen) \| \| \| \| \| \| ----------------------------------------------------------------------------------------- \| -------- \| ---------------------------------- \| --------------------------------------------------------------------------------------------------------------------------------------------------------------------- \| ------------------------------------------------------------------------------------------------------------------------------------------------------ \| \| 30. Dezember 2017 – 5. Januar 2018 1 Woche (insgesamt 2) \| 2 \| Ed Sheeran \| Perfect Edward Christopher Sheeran \| – \| \| 6. Januar 2018 – 26. Januar 2018 3 Wochen \| 3 \| Selena Gomez × Marshmello \| Wolves Louis Bell, Selena Marie Gomez, Brian Lee, Christopher Comstock, Carl Austin Rosen, Alexandra Leah Tamposi, Andrew Wotman \| – \| \| 27. Januar 2018 – 2. Februar 2018 1 Woche \| 1 \| Rita Ora \| Anywhere Nicholas James Gale, Nolan Joseph Lambroza, Brian D. Lee, Alessandro Lindblad, Rita Ora, Ali Tamposi, Andrew Wotman \| – \| \| 3. Februar 2018 – 9. Februar 2018 1 Woche \| 1 \| Pink \| Beautiful Trauma Jack Antonoff, Alecia B. Moore \| – \| \| 10. Februar 2018 – 16. Februar 2018 1 Woche \| 1 \| Jax Jones \| Breathe Timucin Aluo, Will Clarke, Uzoechi Osisioma Emenike, Frank Anthony Gibson, Ina Christine Wroldsen \| – \| \| 17. Februar 2018 – 2. März 2018 2 Wochen \| 2 \| Lost Frequencies & Zonderling \| Crazy David B. Boudestein, Flix De Laet, Allan Eshuijs, Natalia Koronowska, Martijn Van Sonderen \| – \| \| 3. März 2018 – 9. März 2018 1 Woche \| 1 \| Feel & Lanberry \| Gotowi na wszystko \| – \| \| 10. März 2018 – 30. März 2018 3 Wochen \| 3 \| Shanguy \| La louze \| – \| \| 31. März 2018 – 27. April 2018 4 Wochen \| 4 \| Gromee feat. Lukas Meijer \| Light Me Up \| Der polnische Beitrag zum Eurovision Song Contest 2018 wurde zwar im eigenen Lande ein Nummer-eins-Hit, schaffte es in Lissabon aber nicht ins Finale. \| \| 28. April 2018 – 1. Juni 2018 5 Wochen \| 5 \| C-BooL \| Wonderland \| – \| \| 2. Juni 2018 – 15. Juni 2018 2 Wochen \| 2 \| David Guetta & Sia \| Flames Christopher Kenneth Braide, Sia Kate Furler \| – \| \| 16. Juni 2018 – 29. Juni 2018 2 Wochen (insgesamt 3) \| 3 \| Calvin Harris & Dua Lipa \| One Kiss Dua Lipa, Jessie Reyez, Adam Richard Wiles \| – \| \| 30. Juni 2018 – 6. Juli 2018 1 Woche \| 1 \| Lost Frequencies feat. James Blunt \| Melody Steve Mac, Ammar Malik, Felix Safran De Laet \| – \| \| 7. Juli 2018 – 13. Juli 2018 1 Woche (insgesamt 3) \| 3 \| Calvin Harris & Dua Lipa \| One Kiss Dua Lipa, Jessie Reyez, Adam Richard Wiles \| – \| \| 14. Juli 2018 – 27. Juli 2018 2 Wochen (insgesamt 3) \| 3 \| Clean Bandit feat. Demi Lovato \| Solo Demitria Lovato, Fred Gibson, Camille Angelina Purcell, Grace Elizabeth Chatto, Jack Robert Patterson, Luke Patterson \| – \| \| 28. Juli 2018 – 3. August 2018 1 Woche (insgesamt 2) \| 2 \| Dawid Podsiadło \| Małomiasteczkowy \| – \| \| 4. August 2018 – 10. August 2018 1 Woche (insgesamt 3) \| 3 \| Clean Bandit feat. Demi Lovato \| Solo Demitria Lovato, Fred Gibson, Camille Angelina Purcell, Grace Elizabeth Chatto, Jack Robert Patterson, Luke Patterson \| – \| \| 11. August 2018 – 17. August 2018 1 Woche (insgesamt 2) \| 2 \| Dawid Podsiadło \| Małomiasteczkowy \| – \| \| 18. August 2018 – 24. August 2018 1 Woche \| 1 \| Shanguy \| King of the Jungle \| – \| \| 25. August 2018 – 21. September 2018 4 Wochen \| 4 \| Dynoro & Gigi D’Agostino \| In My Mind Diego Leoni, Paolo Sandrini, Ivan Gough, Aden Forte, Joshua Soon, Georgina Kingsley, Luigino Di Agostino, Carlo Montagnèr \| – \| \| 22. September 2018 – 28. September 2018 1 Woche \| 1 \| Gromee feat. Jesper Jenset \| One Last Time Andrzej Gromala, Jesper Jenset, Eirik Tillerli, Kjetil Aleksander Bjelvin \| – \| \| 29. September 2018 – 26. Oktober 2018 4 Wochen \| 4 \| Paweł Domagała \| Weź nie pytaj Paweł Domagała \| – \| \| 27. Oktober 2018 – 23. November 2018 4 Wochen \| 4 \| Calvin Harris & Sam Smith \| Promises Samuel Frederick Smith, Adam Richard Wiles, Jessie Reyez \| – \| \| 24. November 2018 – 30. November 2018 1 Woche (insgesamt 2) \| 2 \| Rita Ora \| Let You Love Me Ilsey Anna Juber, Noonie Bao, Frederick John Philip Gibson, Rita Ora, Linus Thure Wiklund, Finn Keane \| – \| \| 1. Dezember 2018 – 7. Dezember 2018 1 Woche \| 1 \| Sarsa \| Zakryj \| Die polnische Sängerin war 2015 mit ihrer Debütsingle Naucz mnie schon einmal an der Spitze der Charts gewesen. \| \| 8. Dezember 2018 – 14. Dezember 2018 1 Woche (insgesamt 2) \| 2 \| Rita Ora \| Let You Love Me Ilsey Anna Juber, Noonie Bao, Frederick John Philip Gibson, Rita Ora, Linus Thure Wiklund, Finn Keane \| – \| \| 15. Dezember 2018 – 21. Dezember 2018 1 Woche (insgesamt 3) \| 3 \| Panic at the Disco \| High Hopes Tayla Parx, Samuel Hollander, Jonas Jeberg, Ilsey Juber, Lauren Pritchard, William Ernest Lobban Bean, Jake Sinclair, Brendon Boyd Urie, Jenny Owen Youngs \| – \| \| 22. Dezember 2018 – 4. Januar 2019 2 Wochen \| 2 \| Paweł Domagała \| Wystarczę ja \| – \| |                                     |                                     | | |
| ← 2017 |                                     |                                     | | → 2019 → |
| Zeitraum | Wo. ges.                            | Interpret                           | Titel Autor(en) | Zusätzliche Informationen |
| (Zeitraum, Wochen auf Platz eins, Interpret, Titel, Autor[en], zusätzliche Informationen) |                                     |                                     | | |
| 30. Dezember 2017 – 5. Januar 2018 1 Woche (insgesamt 2) | 2                                   | Ed Sheeran                          | Perfect Edward Christopher Sheeran | – |
| 6. Januar 2018 – 26. Januar 2018 3 Wochen | 3                                   | Selena Gomez × Marshmello           | Wolves Louis Bell, Selena Marie Gomez, Brian Lee, Christopher Comstock, Carl Austin Rosen, Alexandra Leah Tamposi, Andrew Wotman                                      | – |
| 27. Januar 2018 – 2. Februar 2018 1 Woche | 1                                   | Rita Ora                            | Anywhere Nicholas James Gale, Nolan Joseph Lambroza, Brian D. Lee, Alessandro Lindblad, Rita Ora, Ali Tamposi, Andrew Wotman                                          | – |
| 3. Februar 2018 – 9. Februar 2018 1 Woche | 1                                   | Pink                                | Beautiful Trauma Jack Antonoff, Alecia B. Moore | – |
| 10. Februar 2018 – 16. Februar 2018 1 Woche | 1                                   | Jax Jones                           | Breathe Timucin Aluo, Will Clarke, Uzoechi Osisioma Emenike, Frank Anthony Gibson, Ina Christine Wroldsen                                                             | – |
| 17. Februar 2018 – 2. März 2018 2 Wochen | 2                                   | Lost Frequencies & Zonderling       | Crazy David B. Boudestein, Flix De Laet, Allan Eshuijs, Natalia Koronowska, Martijn Van Sonderen                                                                      | – |
| 3. März 2018 – 9. März 2018 1 Woche | 1                                   | Feel & Lanberry                     | Gotowi na wszystko | – |
| 10. März 2018 – 30. März 2018 3 Wochen | 3                                   | Shanguy                             | La louze | – |
| 31. März 2018 – 27. April 2018 4 Wochen | 4                                   | Gromee feat. Lukas Meijer           | Light Me Up | Der polnische Beitrag zum Eurovision Song Contest 2018 wurde zwar im eigenen Lande ein Nummer-eins-Hit, schaffte es in Lissabon aber nicht ins Finale. |
| 28. April 2018 – 1. Juni 2018 5 Wochen | 5                                   | C-BooL                              | Wonderland | – |
| 2. Juni 2018 – 15. Juni 2018 2 Wochen | 2                                   | David Guetta & Sia                  | Flames Christopher Kenneth Braide, Sia Kate Furler | – |
| 16. Juni 2018 – 29. Juni 2018 2 Wochen (insgesamt 3) | 3                                   | Calvin Harris & Dua Lipa            | One Kiss Dua Lipa, Jessie Reyez, Adam Richard Wiles | – |
| 30. Juni 2018 – 6. Juli 2018 1 Woche | 1                                   | Lost Frequencies feat. James Blunt  | Melody Steve Mac, Ammar Malik, Felix Safran De Laet | – |
| 7. Juli 2018 – 13. Juli 2018 1 Woche (insgesamt 3) | 3                                   | Calvin Harris & Dua Lipa            | One Kiss Dua Lipa, Jessie Reyez, Adam Richard Wiles | – |
| 14. Juli 2018 – 27. Juli 2018 2 Wochen (insgesamt 3) | 3                                   | Clean Bandit feat. Demi Lovato      | Solo Demitria Lovato, Fred Gibson, Camille Angelina Purcell, Grace Elizabeth Chatto, Jack Robert Patterson, Luke Patterson                                            | – |
| 28. Juli 2018 – 3. August 2018 1 Woche (insgesamt 2) | 2                                   | Dawid Podsiadło                     | Małomiasteczkowy | – |
| 4. August 2018 – 10. August 2018 1 Woche (insgesamt 3) | 3                                   | Clean Bandit feat. Demi Lovato      | Solo Demitria Lovato, Fred Gibson, Camille Angelina Purcell, Grace Elizabeth Chatto, Jack Robert Patterson, Luke Patterson                                            | – |
| 11. August 2018 – 17. August 2018 1 Woche (insgesamt 2) | 2                                   | Dawid Podsiadło                     | Małomiasteczkowy | – |
| 18. August 2018 – 24. August 2018 1 Woche | 1                                   | Shanguy                             | King of the Jungle | – |
| 25. August 2018 – 21. September 2018 4 Wochen | 4                                   | Dynoro & Gigi D’Agostino            | In My Mind Diego Leoni, Paolo Sandrini, Ivan Gough, Aden Forte, Joshua Soon, Georgina Kingsley, Luigino Di Agostino, Carlo Montagnèr                                  | – |
| 22. September 2018 – 28. September 2018 1 Woche | 1                                   | Gromee feat. Jesper Jenset          | One Last Time Andrzej Gromala, Jesper Jenset, Eirik Tillerli, Kjetil Aleksander Bjelvin                                                                               | – |
| 29. September 2018 – 26. Oktober 2018 4 Wochen | 4                                   | Paweł Domagała                      | Weź nie pytaj Paweł Domagała | – |
| 27. Oktober 2018 – 23. November 2018 4 Wochen | 4                                   | Calvin Harris & Sam Smith           | Promises Samuel Frederick Smith, Adam Richard Wiles, Jessie Reyez | – |
| 24. November 2018 – 30. November 2018 1 Woche (insgesamt 2) | 2                                   | Rita Ora                            | Let You Love Me Ilsey Anna Juber, Noonie Bao, Frederick John Philip Gibson, Rita Ora, Linus Thure Wiklund, Finn Keane                                                 | – |
| 1. Dezember 2018 – 7. Dezember 2018 1 Woche | 1                                   | Sarsa                               | Zakryj | Die polnische Sängerin war 2015 mit ihrer Debütsingle Naucz mnie schon einmal an der Spitze der Charts gewesen.                                        |
| 8. Dezember 2018 – 14. Dezember 2018 1 Woche (insgesamt 2) | 2                                   | Rita Ora                            | Let You Love Me Ilsey Anna Juber, Noonie Bao, Frederick John Philip Gibson, Rita Ora, Linus Thure Wiklund, Finn Keane                                                 | – |
| 15. Dezember 2018 – 21. Dezember 2018 1 Woche (insgesamt 3) | 3                                   | Panic at the Disco                  | High Hopes Tayla Parx, Samuel Hollander, Jonas Jeberg, Ilsey Juber, Lauren Pritchard, William Ernest Lobban Bean, Jake Sinclair, Brendon Boyd Urie, Jenny Owen Youngs | – |
| 22. Dezember 2018 – 4. Januar 2019 2 Wochen | 2                                   | Paweł Domagała                      | Wystarczę ja | – |

## Alben
| ← 2017 ← | Liste der Nummer-eins-Hits in Polen | Liste der Nummer-eins-Hits in Polen | Liste der Nummer-eins-Hits in Polen                 | 2019 → |
| \| Zeitraum \| Wo. ges. \| Interpret \| Titel \| Zusätzliche Informationen \| \| (Zeitraum, Wochen auf Platz eins, Interpret, Titel, zusätzliche Informationen) \| \| \| \| \| \| ------------------------------------------------------------------------------ \| -------- \| ----------------------------------- \| --------------------------------------------------- \| ------------------------------------------------------------------------------------------------------------------------------------------------------------------------- \| \| 22. Dezember 2017 – 4. Januar 2018 2 Wochen \| 2 \| Michael Bublé \| Christmas \| – \| \| 5. Januar 2018 – 11. Januar 2018 1 Woche \| 1 \| (Verschiedene Interpreten) \| Bravo Hits zima 2018 \| – \| \| 12. Januar 2018 – 25. Januar 2018 2 Wochen \| 2 \| (Verschiedene Interpreten) \| Smooth Jazz Cafe 17 \| – \| \| 26. Januar 2018 – 1. Februar 2018 1 Woche \| 1 \| Bonson \| Bonson postanawia umrzeć \| – \| \| 2. Februar 2018 – 8. Februar 2018 1 Woche \| 1 \| (Verschiedene Interpreten) \| Empik prezentuje – Best Love Songs \| – \| \| 9. Februar 2018 – 15. Februar 2018 1 Woche \| 1 \| Sławomir \| The Greatest Hits \| – \| \| 16. Februar 2018 – 22. Februar 2018 1 Woche \| 1 \| Lao Che \| Wiedza o społeczeństwie \| – \| \| 23. Februar 2018 – 15. März 2018 3 Wochen \| 3 \| (Soundtrack) \| W drodze po szczęście \| – \| \| 16. März 2018 – 22. März 2018 1 Woche \| 1 \| Pro8l3m \| Ground Zero Mixtape \| – \| \| 23. März 2018 – 12. April 2018 3 Wochen \| 3 \| KęKę \| To tu \| – \| \| 13. April 2018 – 19. April 2018 1 Woche (insgesamt 2) \| 2 \| Taconafide \| Soma 0,5 mg \| – \| \| 20. April 2018 – 3. Mai 2018 2 Wochen \| 2 \| Kali x Flvwlxss \| V8T \| – \| \| 4. Mai 2018 – 10. Mai 2018 1 Woche (insgesamt 2) \| 2 \| Taconafide \| Soma 0,5 mg \| – \| \| 11. Mai 2018 – 17. Mai 2018 1 Woche \| 1 \| Borixon \| Mołotow \| – \| \| 18. Mai 2018 – 24. Mai 2018 1 Woche \| 1 \| Małach \| Proverbium \| – \| \| 25. Mai 2018 – 31. Mai 2018 1 Woche \| 1 \| Zbigniew Wodecki \| Dobrze, że jesteś \| – \| \| 1. Juni 2018 – 7. Juni 2018 1 Woche \| 1 \| Imagine Dragons \| Evolve \| – \| \| 8. Juni 2018 – 14. Juni 2018 1 Woche \| 1 \| Guzior \| Evil Things \| – \| \| 15. Juni 2018 – 21. Juni 2018 1 Woche \| 1 \| Hinol Polska Wersja \| Mej duszy dziecko \| – \| \| 22. Juni 2018 – 28. Juni 2018 1 Woche \| 1 \| Zbigniew Wodecki with Mitch & Mitch \| 1976: A Space Odyssey \| – \| \| 29. Juni 2018 – 5. Juli 2018 1 Woche \| 1 \| Reto \| Boa \| – \| \| 6. Juli 2018 – 12. Juli 2018 1 Woche \| 1 \| The Rolling Stones \| Blue & Lonesome \| – \| \| 13. Juli 2018 – 26. Juli 2018 2 Wochen \| 2 \| Taco Hemingway \| Cafe Belga \| – \| \| 27. Juli 2018 – 16. August 2018 3 Wochen \| 3 \| Whitney Houston \| I Will Always Love You. The Best of Whitney Houston \| – \| \| 17. August 2018 – 23. August 2018 1 Woche \| 1 \| Ariana Grande \| Sweetener \| – \| \| 24. August 2018 – 30. August 2018 1 Woche (insgesamt 2) \| 2 \| Leonard Cohen \| You Want It Darker \| – \| \| 31. August 2018 – 6. September 2018 1 Woche \| 1 \| Sarius \| Wszystko co złe \| – \| \| 7. September 2018 – 13. September 2018 1 Woche \| 1 \| Michał Szpak \| Dreamer \| – \| \| 14. September 2018 – 20. September 2018 1 Woche \| 1 \| Maciej Maleńczuk \| Maleńczuk gra Młynarskiego \| – \| \| 21. September 2018 – 27. September 2018 1 Woche \| 1 \| Kortez \| Mini Dom \| – \| \| 28. September 2018 – 4. Oktober 2018 1 Woche \| 1 \| Riverside \| Wasteland \| – \| \| 5. Oktober 2018 – 11. Oktober 2018 1 Woche \| 1 \| Słoń \| Mutylator \| – \| \| 12. Oktober 2018 – 18. Oktober 2018 1 Woche \| 1 \| Nosowska \| Basta \| – \| \| 19. Oktober 2018 – 15. November 2018 4 Wochen (insgesamt 7) \| 7 \| Dawid Podsiadło \| Małomiasteczkowy \| – \| \| 16. November 2018 – 22. November 2018 1 Woche \| 1 \| Paweł Domagała \| 1984 \| – \| \| 23. November 2018 – 29. November 2018 1 Woche \| 1 \| Young Multi \| Trapstar \| Vor einem Jahr hatte der polnische Rapper sein erstes Nummer-eins-Album gehabt. \| \| 30. November 2018 – 6. Dezember 2018 1 Woche \| 1 \| Bedoes & Kubi Producent \| Kwiat Polskiej Młodzieży \| Auch der Rapper und der Produzent aus Wadowice hatten mit ihrer ersten Zusammenarbeit im Vorjahr schon einmal Platz 1 bei den Alben inne. \| \| 7. Dezember 2018 – 27. Dezember 2018 3 Wochen \| 3 \| Paluch \| Czerwony dywan \| Im dritten Jahr in Folge platziert sich der polnische Rapper im Dezember mit einem Album auf Platz 1. Insgesamt ist Czerwony dywan sein zehntes Chartalbum in elf Jahren. \| \| 28. Dezember 2018 – 3. Januar 2019 1 Woche \| 1 \| (Verschiedene Interpreten) \| The Best of 2018 \| – \| |                                     |                                     |                                                     | |
| ← 2017 |                                     |                                     |                                                     | → 2019 → |
| Zeitraum | Wo. ges.                            | Interpret                           | Titel                                               | Zusätzliche Informationen |
| (Zeitraum, Wochen auf Platz eins, Interpret, Titel, zusätzliche Informationen) |                                     |                                     |                                                     | |
| 22. Dezember 2017 – 4. Januar 2018 2 Wochen | 2                                   | Michael Bublé                       | Christmas                                           | – |
| 5. Januar 2018 – 11. Januar 2018 1 Woche | 1                                   | (Verschiedene Interpreten)          | Bravo Hits zima 2018                                | – |
| 12. Januar 2018 – 25. Januar 2018 2 Wochen | 2                                   | (Verschiedene Interpreten)          | Smooth Jazz Cafe 17                                 | – |
| 26. Januar 2018 – 1. Februar 2018 1 Woche | 1                                   | Bonson                              | Bonson postanawia umrzeć                            | – |
| 2. Februar 2018 – 8. Februar 2018 1 Woche | 1                                   | (Verschiedene Interpreten)          | Empik prezentuje – Best Love Songs                  | – |
| 9. Februar 2018 – 15. Februar 2018 1 Woche | 1                                   | Sławomir                            | The Greatest Hits                                   | – |
| 16. Februar 2018 – 22. Februar 2018 1 Woche | 1                                   | Lao Che                             | Wiedza o społeczeństwie                             | – |
| 23. Februar 2018 – 15. März 2018 3 Wochen | 3                                   | (Soundtrack)                        | W drodze po szczęście                               | – |
| 16. März 2018 – 22. März 2018 1 Woche | 1                                   | Pro8l3m                             | Ground Zero Mixtape                                 | – |
| 23. März 2018 – 12. April 2018 3 Wochen | 3                                   | KęKę                                | To tu                                               | – |
| 13. April 2018 – 19. April 2018 1 Woche (insgesamt 2) | 2                                   | Taconafide                          | Soma 0,5 mg                                         | – |
| 20. April 2018 – 3. Mai 2018 2 Wochen | 2                                   | Kali x Flvwlxss                     | V8T                                                 | – |
| 4. Mai 2018 – 10. Mai 2018 1 Woche (insgesamt 2) | 2                                   | Taconafide                          | Soma 0,5 mg                                         | – |
| 11. Mai 2018 – 17. Mai 2018 1 Woche | 1                                   | Borixon                             | Mołotow                                             | – |
| 18. Mai 2018 – 24. Mai 2018 1 Woche | 1                                   | Małach                              | Proverbium                                          | – |
| 25. Mai 2018 – 31. Mai 2018 1 Woche | 1                                   | Zbigniew Wodecki                    | Dobrze, że jesteś                                   | – |
| 1. Juni 2018 – 7. Juni 2018 1 Woche | 1                                   | Imagine Dragons                     | Evolve                                              | – |
| 8. Juni 2018 – 14. Juni 2018 1 Woche | 1                                   | Guzior                              | Evil Things                                         | – |
| 15. Juni 2018 – 21. Juni 2018 1 Woche | 1                                   | Hinol Polska Wersja                 | Mej duszy dziecko                                   | – |
| 22. Juni 2018 – 28. Juni 2018 1 Woche | 1                                   | Zbigniew Wodecki with Mitch & Mitch | 1976: A Space Odyssey                               | – |
| 29. Juni 2018 – 5. Juli 2018 1 Woche | 1                                   | Reto                                | Boa                                                 | – |
| 6. Juli 2018 – 12. Juli 2018 1 Woche | 1                                   | The Rolling Stones                  | Blue & Lonesome                                     | – |
| 13. Juli 2018 – 26. Juli 2018 2 Wochen | 2                                   | Taco Hemingway                      | Cafe Belga                                          | – |
| 27. Juli 2018 – 16. August 2018 3 Wochen | 3                                   | Whitney Houston                     | I Will Always Love You. The Best of Whitney Houston | – |
| 17. August 2018 – 23. August 2018 1 Woche | 1                                   | Ariana Grande                       | Sweetener                                           | – |
| 24. August 2018 – 30. August 2018 1 Woche (insgesamt 2) | 2                                   | Leonard Cohen                       | You Want It Darker                                  | – |
| 31. August 2018 – 6. September 2018 1 Woche | 1                                   | Sarius                              | Wszystko co złe                                     | – |
| 7. September 2018 – 13. September 2018 1 Woche | 1                                   | Michał Szpak                        | Dreamer                                             | – |
| 14. September 2018 – 20. September 2018 1 Woche | 1                                   | Maciej Maleńczuk                    | Maleńczuk gra Młynarskiego                          | – |
| 21. September 2018 – 27. September 2018 1 Woche | 1                                   | Kortez                              | Mini Dom                                            | – |
| 28. September 2018 – 4. Oktober 2018 1 Woche | 1                                   | Riverside                           | Wasteland                                           | – |
| 5. Oktober 2018 – 11. Oktober 2018 1 Woche | 1                                   | Słoń                                | Mutylator                                           | – |
| 12. Oktober 2018 – 18. Oktober 2018 1 Woche | 1                                   | Nosowska                            | Basta                                               | – |
| 19. Oktober 2018 – 15. November 2018 4 Wochen (insgesamt 7) | 7                                   | Dawid Podsiadło                     | Małomiasteczkowy                                    | – |
| 16. November 2018 – 22. November 2018 1 Woche | 1                                   | Paweł Domagała                      | 1984                                                | – |
| 23. November 2018 – 29. November 2018 1 Woche | 1                                   | Young Multi                         | Trapstar                                            | Vor einem Jahr hatte der polnische Rapper sein erstes Nummer-eins-Album gehabt.                                                                                           |
| 30. November 2018 – 6. Dezember 2018 1 Woche | 1                                   | Bedoes & Kubi Producent             | Kwiat Polskiej Młodzieży                            | Auch der Rapper und der Produzent aus Wadowice hatten mit ihrer ersten Zusammenarbeit im Vorjahr schon einmal Platz 1 bei den Alben inne.                                 |
| 7. Dezember 2018 – 27. Dezember 2018 3 Wochen | 3                                   | Paluch                              | Czerwony dywan                                      | Im dritten Jahr in Folge platziert sich der polnische Rapper im Dezember mit einem Album auf Platz 1. Insgesamt ist Czerwony dywan sein zehntes Chartalbum in elf Jahren. |
| 28. Dezember 2018 – 3. Januar 2019 1 Woche | 1                                   | (Verschiedene Interpreten)          | The Best of 2018                                    | – |